# Lucfalva
Lucfalva is een plaats (község) en gemeente in het Hongaarse comitaat Nógrád. Lucfalva telt 638 inwoners (2001).